# Абеокута (місто)
Абео́кута (англ. Abeokuta, Місто під скелями) — місто на південному заходу Нігерії. Адміністративний центр штату Огун.
Населення міста — 593 140 осіб станом на 2005 рік (253 тис. в 1975).

## Географія

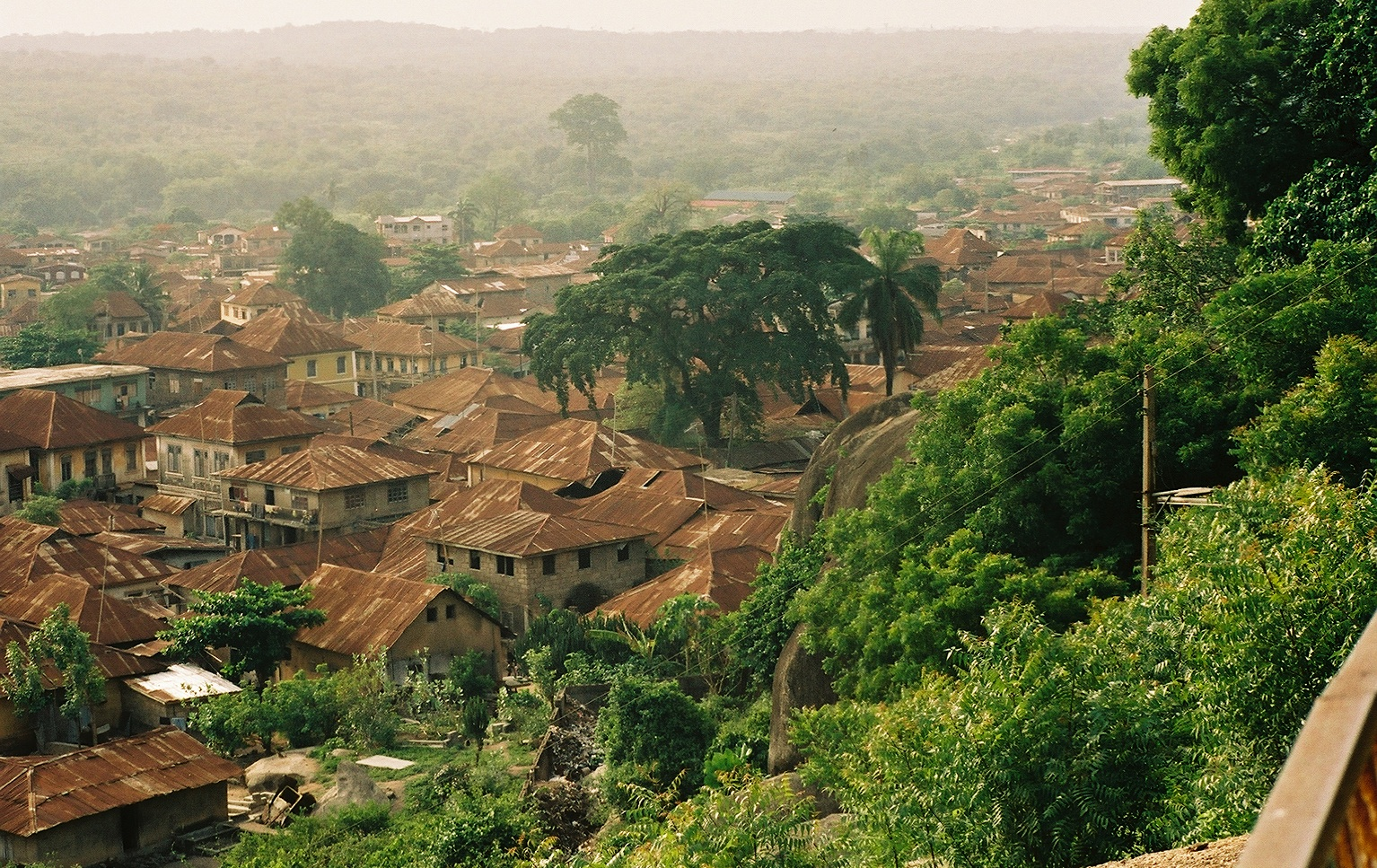
Вид на місто зі скель Олумо

Місто розташоване на річці Огун, лежить на родючих рівнинних землях, поверхня яких перемежована відкладами сірого граніту. На околицях міста — скелі Олумо, які є для нього ніби захисним природним муром. Район Абеокути — осередок вирощування какао.

### Клімат
Місто знаходиться у зоні, котра характеризується кліматом тропічних саван. Найтепліший місяць — лютий із середньою температурою 29 °C (84.2 °F). Найхолодніший місяць — серпень, із середньою температурою 25.1 °С (77.2 °F).
| Клімат Абеокути         | Клімат Абеокути | Клімат Абеокути | Клімат Абеокути | Клімат Абеокути | Клімат Абеокути | Клімат Абеокути | Клімат Абеокути | Клімат Абеокути | Клімат Абеокути | Клімат Абеокути | Клімат Абеокути | Клімат Абеокути | Клімат Абеокути |
| Показник                | Січ.            | Лют.            | Бер.            | Квіт.           | Трав.           | Черв.           | Лип.            | Серп.           | Вер.            | Жовт.           | Лист.           | Груд.           | Рік             |
| Середня температура, °C | 27,5            | 29              | 29              | 28,3            | 27,4            | 26,2            | 25,3            | 25,1            | 25,6            | 26,4            | 27,5            | 27,3            | 27,1            |
| Норма опадів, мм        | 12.8            | 27.8            | 82.4            | 142.5           | 183.5           | 259.1           | 208.3           | 119.8           | 188.7           | 154             | 30.2            | 9.3             | 1418.4          |
| Днів з опадами          | 1               | 2,4             | 6,3             | 9,7             | 12,1            | 15,4            | 13,7            | 12,3            | 13,8            | 12,8            | 3,8             | 1,4             | 104,7           |
| Вологість повітря, %    | 69.7            | 71              | 74.1            | 78.1            | 80.9            | 83.4            | 84.5            | 84.1            | 83.6            | 82.9            | 78.4            | 73.1            | 78.7            |
| ----------------------- | --------------- | --------------- | --------------- | --------------- | --------------- | --------------- | --------------- | --------------- | --------------- | --------------- | --------------- | --------------- | --------------- |
| Джерело: Weatherbase    |                 |                 |                 |                 |                 |                 |                 |                 |                 |                 |                 |                 |                 |

## Економіка
Місто є транспортним вузлом на перетині Західної залізничної магістралі Лагос-Кано та автошляхів.
У місті працюють підприємства з виробництва пальмової олії, цементу та бетону, велосипедних шин, деревообробки, броварні, які власне і є основою економіки і забезпечують місто основною продукцією.
Ведеться торгівля сільськогосподарською продукцією — пальмовою олією та ядрами, горіхами кола, какао-бобами. Переробка овочів та фруктів. Ремісницьке виробництво тканин та фарб.

## Історія
Свій початок місто бере з 1825 року, коли сюди від утисків фулані тікало чимало представників народу йоруба. Вигнавши місцевих дагомейців, йоруба на місці їх поселення заснували своє. Саме йоруба Абеокути дають початок новому субетносу — еґба.
У наступні роки XIX століття місто тільки зміцнюється, стаючи справжнім осередком народності еґба. Так, протягом 1851—1864 років успішно відбито атаки дагомейців, а у 1867 році з міста вигнані англійські місіонери.
У 1893 році створено Об'єднаний уряд еґба (Egba United Government), який було визнано англійською колоніальною владою, проте у 1914 році місто все-таки стає частиною британської колонії Нігерія.

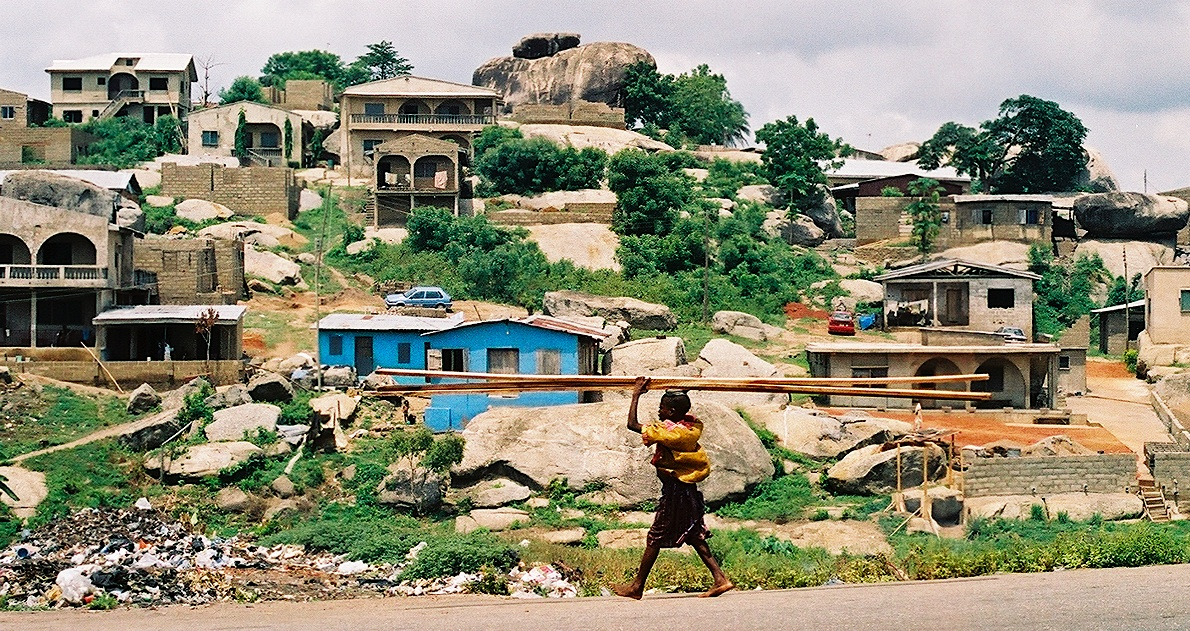
Дорога Куто

## Родом з Абеокути
Місто по праву пишається своїми відомими містянами. В Абеокуті народились:
- Олусегун Обасанджо (Olusegun Obasanjo) — президент Нігерії в 1999—2007 роках.
- Воле Шоїнка (Wole Soyinka) — відомий нігерійський письменник, єдиний нобелівський лауреат (у галузі літератури за 1986 рік) від Нігерії.
- Амос Тутуола (Amos Tutuola) — відомий сучасний нігерійський письменник.
- Петер Акінола (Peter Akinola) — архієпископ Англіканської церкви.
- Фела Куті (Fela Kuti) — відомий нігерійський музикант і співак.
- Фунмілайо Ренсем-Куті (1900—1978) — педагог, політична діячка, активістка за права жінок.